# Jameel Jalibi
Muhammad Jameel Khan (en urdú: محمد جمیل خان), (Aligarh, India, 12 de junio de 1929-Karachi, Pakistán, 18 de abril de 2019) fue un lingüista, crítico, escritor y académico de literatura y lingüística urdú de Pakistán. También fue vicecanciller en la Universidad de Karachi.

## Vida y carrera
Nació en una familia yusufzai de Aligarh, Uttar Pradesh. Su educación temprana fue en Aligarh. Se matriculó en Saharanpur e hizo su licenciatura en artes en el Meerut College. Un día antes de la partición de la India, el 13 de agosto de 1947, emigró a Karachi, Pakistán, donde continuó su educación y actividades literarias. Recibió una maestría en artes, una licenciatura en derecho y un doctorado de la Universidad de Sindh. Luego trabajó para el Departamento de Impuestos a la Renta de Pakistán hasta su jubilación.
En 1983, se convirtió en vicerrector de la Universidad de Karachi, donde se desempeñó hasta 1987. Luego se unió a Muqtadara Quami Zaban (Autoridad Nacional del Idioma) como su presidente. Solía asociarse con Karrar Hussain, Sabzwari, Jalib Dehlvi y Ghayur Ahmed Ramzi. Entre 1950 y 1954, se desempeñó como coeditor de un Urdu mensual con el nombre de Saqi y escribió una columna mensual Baatein. También comenzó una revista trimestral con el nombre de Naya Daur. 
Murió el 18 de abril de 2019 a la edad de 89 años.

## Publicaciones
- Cultura pakistaní [2]
- Tanqeed aur Tajarba (Crítica y Experiencia) [2]
- Nai Tanqeed (Nueva Crítica)
- Adab, Culture aur Masa'el (Literatura, Cultura y Problemas)
- Muhammad Taqi Meer
- Maasir-e-Adab (Contemporáneos de la literatura)
- Quami zaban (lengua nacional)
- Yak-Jehti Nafaz aur Masa'el (Solidaridad de Ser y Problemas) [2]
- Masnavi Kadam Rao aur Pidam Rao
- Diwan-e-Hasan Shauqi (Colección de poesía de Hasan Sahuqi)
- Farhang-e-Istalahaat (Diccionario de Términos)
- Qadeem Urdu Lughat (Ancient Urdu Dictionary)
- Tareekh-e-Adab-e-Urdu (Historia de la literatura Urdu)
- Diwan-e-Nusrati (Colección de la poesía de Nusrati)
- Elliot ke Mazameen (Ensayos de Elliot)
- Pakistán: la identidad de la cultura
- Janwarsitan (Animalizado)
- Arastoo Se Elliot Tak (De Aristóteles a Elliot)
- Adbi Tehqique (por favor actualizar Editor)
- Qaumi English-Urdu Dictionary (Jameel Jalibi: 5 de mayo de 1995)
- Tareekh-e-Urdu Adab Vol 1-4 (Historia de la lengua y literatura en urdu) (1984)[2][4]

## Premios y reconocimientos
- Premio Hilal-e-Imtiaz (Media Luna de Distinción) en 1994 del presidente de Pakistán
- Premio Sitara-e-Imtiaz (estrella de distinción) otorgado por el presidente de Pakistán[2]
- Premio Baba-i-Urdu Maulvi Abdul Haq ( Premio Nacional Literario) otorgado por la Academia de Letras de Pakistán en 2006.[5]

En 2016, se firmó un memorando de entendimiento en la Universidad de Karachi para el establecimiento de una biblioteca que llevará el nombre del ex vicecanciller Jamil Jalibi.